# Stanley Korchinski
Pour les articles homonymes, voir Korchinski.
Stanley Korchinski (25 décembre 1905-13 octobre 2006) est un homme politique fédéral canadien de la Saskatchewan. Il représente la circonscription de Mackenzie à titre de député du Parti progressiste-conservateur du Canada de 1958 à 1984.

## Biographie
Né à Rama (en) en Saskatchewan, il tente une première fois d'être élu en 1957. Élu en 1958, il est réélu en 1962, 1963, 1965, 1968, 1972, 1974, 1979 et en 1980, l'amenant à siéger dans la 24e à la 32e législature.